# Vätsäri ödemarksområde

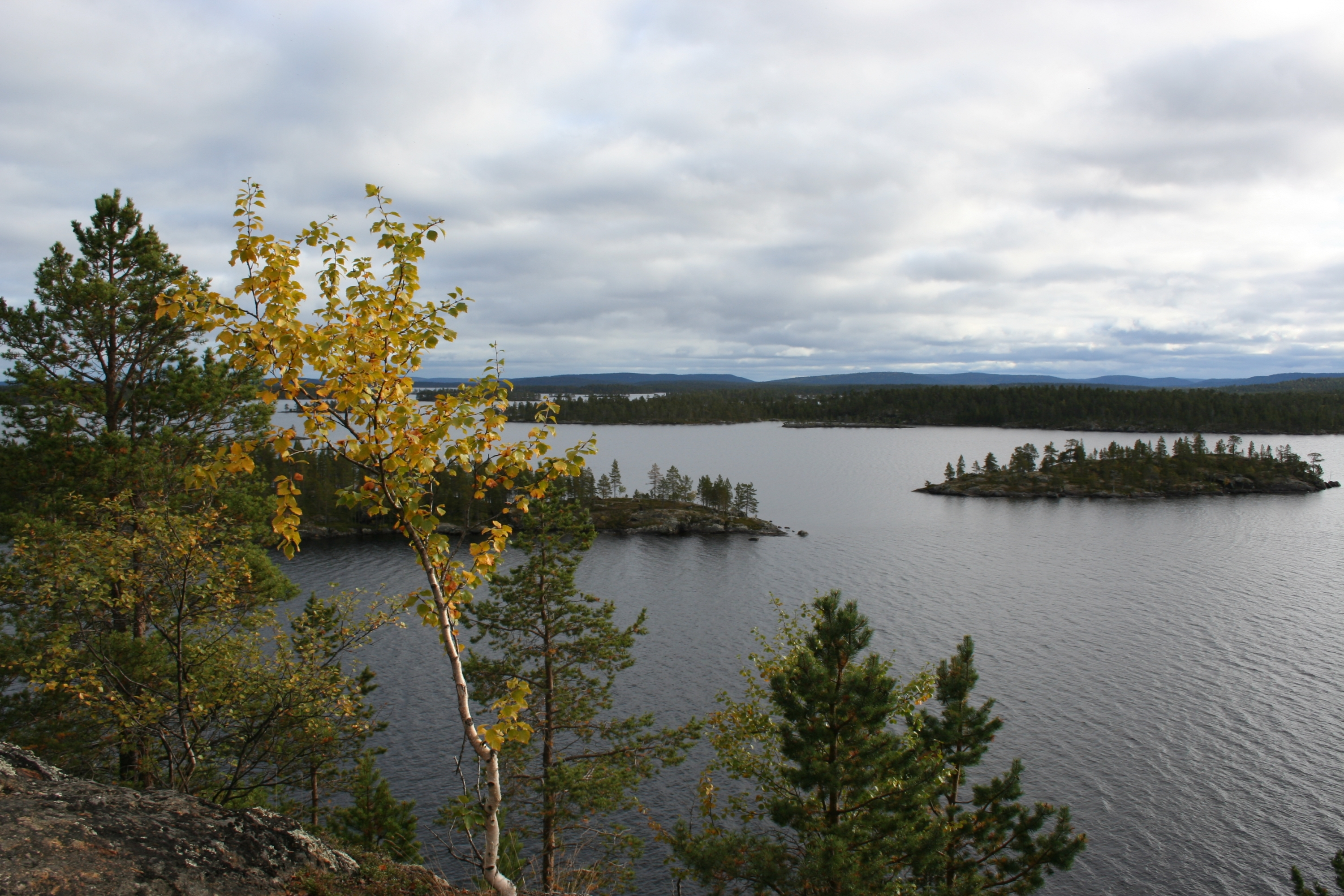
Enare träsk

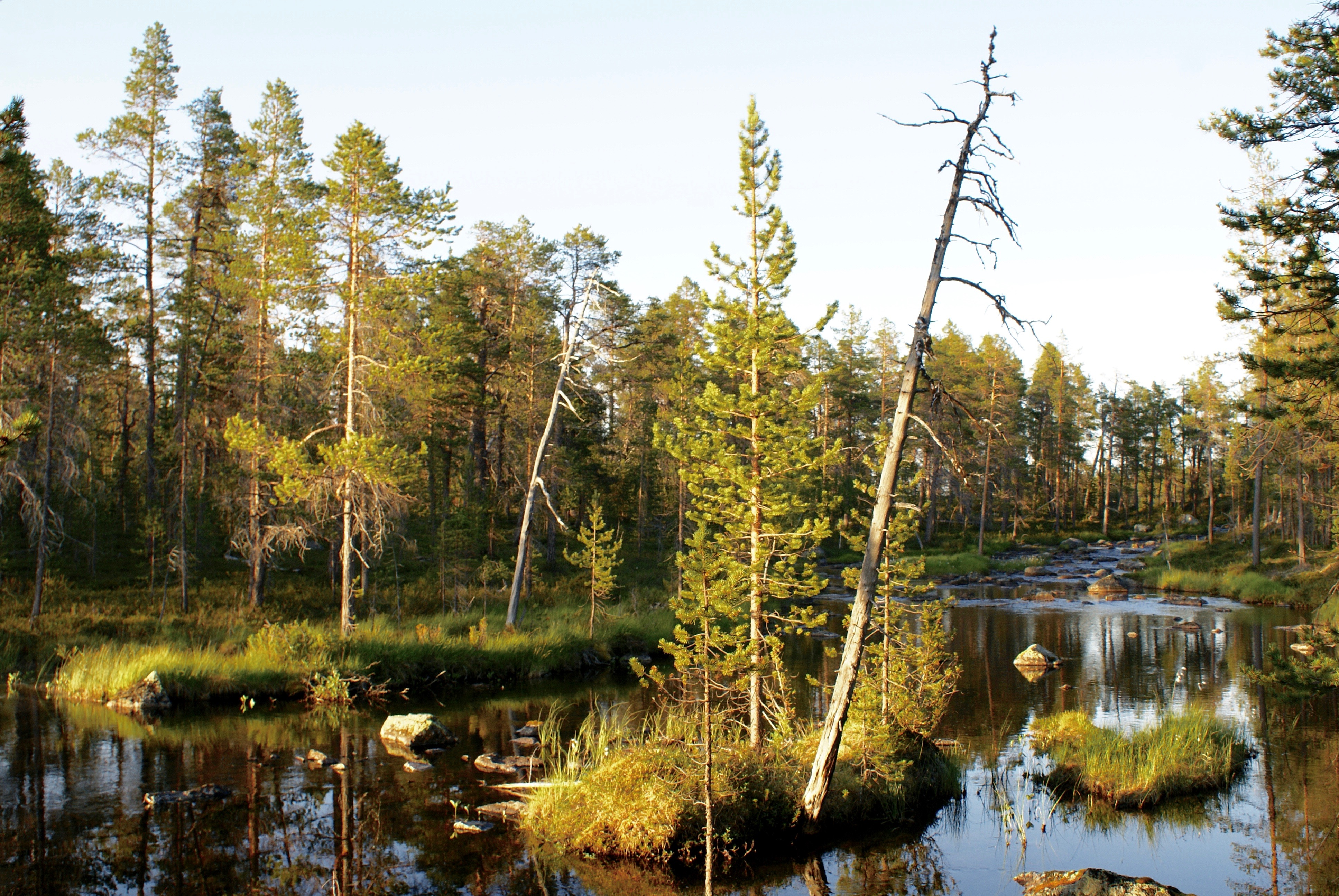
Älven Kapperijoki

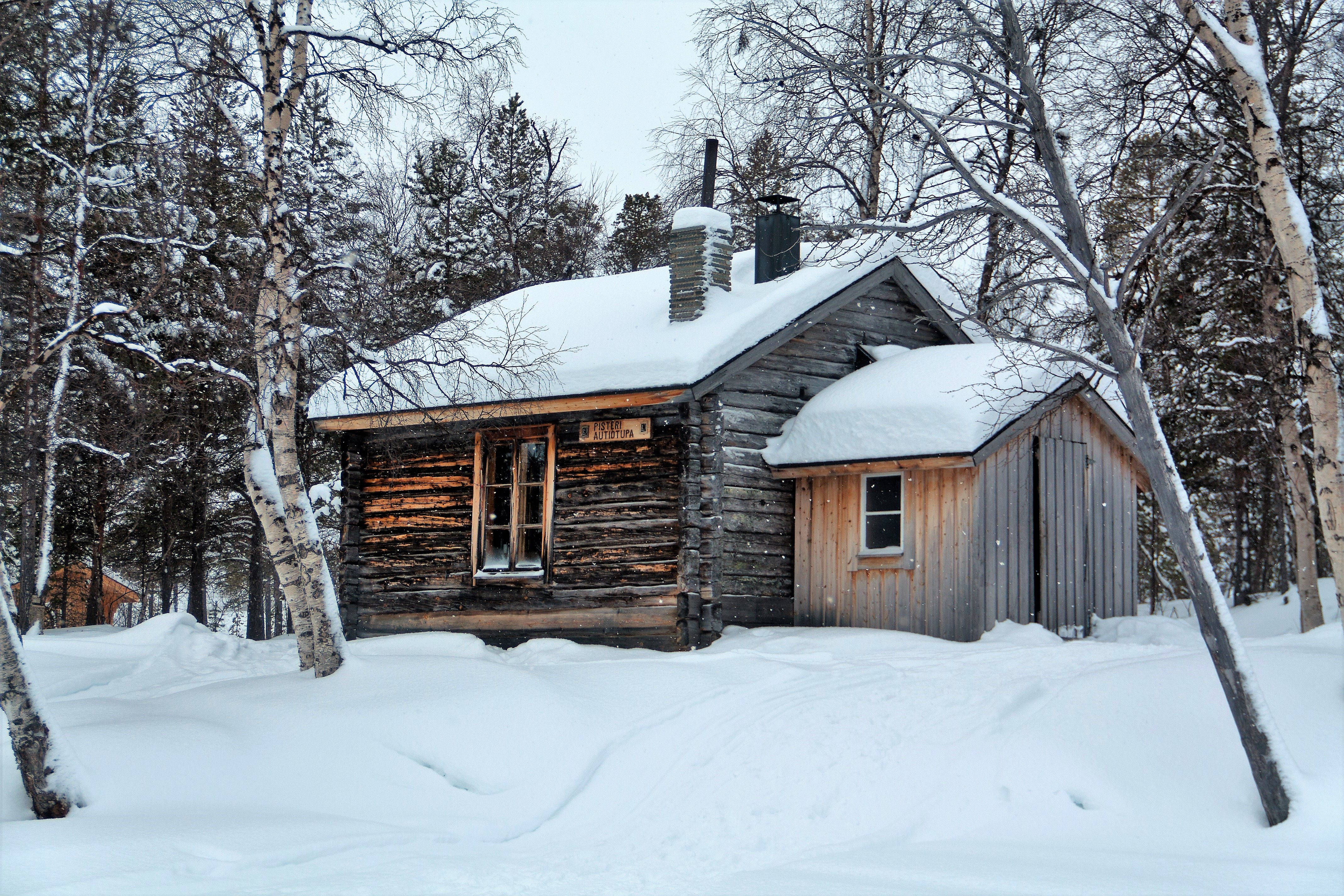
Stuga på Pisteriniemi vid stranden av Enare träsk, i Vätsäri ödemarksområde

Vätsäri ödemarksområde (finska: Vätsärin erämaa-alue) ligger i Enare kommun i Lappland i Finland, mellan Enare träsk och gränsen mellan Finland och Norge. Det ligger öster om Riksväg 4/Europaväg 75 mellan Ivalo och Kaamanen. Landskapet täcks av taigaskog av gran, myrar och sjöar. Vätsäri är ett av tolv ödemarksområden i finländska Lappland och täcker en yta på 1.550 kvadratkilometer. Reservatet ligger under Forststyrelsen och inrättades tillsammans med de andra ödemarksområdena i Lappland 1991.
Området är en del av Pasvik–Enare trilaterala naturskyddsområde, tillsammans med Øvre Pasvik nationalpark, Pasvik naturreservat och Øvre Pasvik landskapsvernområde i Norge, samt Pasvik Zapovednik i Ryssland. 
Vätsäri ödemarksområde ligger söder om skoltbosättningsområdet Sevettijärvi, mot norska och ryska gränsen. Ödemarkens nordöstra del består av den trädlösa fjällryggen Vätsäri. Fjällbjörkskogarna dog ut under 1960-talet som ett resultat av angrepp av fjällbjörkmätarelarver. 
Området är ett viktigt habitat för brunbjörn och har en stor älgstam. Det bedrivs också renskötsel i området, som har bebotts av enaresamer sedan urminnes tider.

## Leder
Den 35 kilometer långa vandringsleden Piilola-leden går från Kessintie, omkring 14 kilometer från Nellim, till stranden av Sortbryststjern i nordöstra delen av Övre Pasvik nationalpark. Leden, som invigdes i juni 2009, har endast ett fåtal broar och spänger.
Sevettijärvi-kanotleden går från Sevettijärvi över Suolisjärvi och Suolisvuono till Enare träsk och vidare till Nitsijärvi och via ett antal sjöar tillbaka till  Sevettijärvi. 
Snöskoterleder finns bland annat mellan Nuorgam, Näätämö, Sevettijärvi, Nellim, Ivalo och Enare kyrkby. 